# 莫西干人

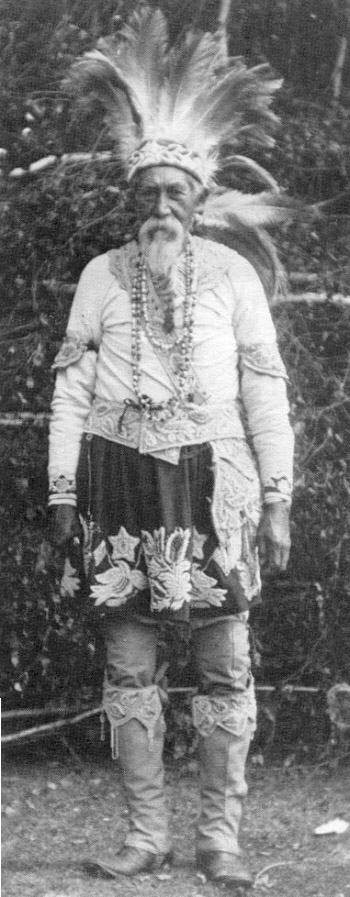
Lester Skeesuk，一個穿著传统衣服的納拉甘西特-莫西干人

莫西干人（英文：Mohegan，或譯作莫赫根人）是一个历史上居於今天康涅狄格州的美洲阿爾岡昆原住民部落；大多数族人都屬於莫西干印第安部落，一个联邦政府认可的部落，位於康乃狄克州中南部上泰晤士河谷东部的保護區。它是州內兩个联邦政府认可的部落之一，另一個是在康涅狄格州萊德亞德的馬山圖克特佩科特保護區。还有三个国家承认部落：薩蒂福克部落、Paugusett和东佩克特。
在與欧洲人接触的時候，莫西干人和佩科特人是同一部落，共同居住在康涅狄格州东南部地区，但隨著佩科特人霸权喪失了他们的貿易帝国和對附屬集团的控制，莫西干人逐渐變得独立。其他在整个东北的部落以佩科特人稱呼莫西干人並最终為自身採用。1637年，在佩科特战争，英國清教徒殖民者在他們的「首领」（sachem）Uncas、盼依了基督教的首领Wequash Cooke，和納拉甘西特人的帮助下摧毁了米斯蒂克的一个主要的設防村庄。Uncas的表弟Sassacus結果死在莫霍克，一个在哈德遜河西部的易洛魁邦联国家的手上。死前他逃到紐約州奧本尼附近。此后，莫西干人在Uncas的帶領下成为一个独立部落。「Uncas」属于阿尔冈昆名「Wonkus」的一个英語化拼写变体,意为「狐狸」。「莫西干（Mohegan）」这个词在其阿尔冈昆語方言（莫西干-佩克特语言）指「狼的人」。
随年月過去，莫西干逐渐喪失他们部落土地的所有权。1978年，Chief Rolling Cloud汉密尔顿请求联邦承认莫西干人。他的莫西干人后裔独立地營运联邦政府认可的国家。
1994年，一个多數人的莫西干人集团获联邦承認为康涅狄格州莫西干印第安人部落（MTIC）。他们已獲美国政府确定为「名为莫西干印第安人的原住民部落的傳承者。」美国在同一年通過一项国会法案，把土地变成託管地作为部落保護區。
今天康涅狄格州的大多數莫西干人居住在莫西干人保護區，位於 41°28′42″N 72°04′55″W / 41.47833°N 72.08194°W，靠近蒙特维尔，新倫敦縣镇的安卡斯维尔。MTIC營運著在安卡斯维尔保護地的莫西干太阳赌场，以及在賓夕法尼亞州威尔克斯-巴里附近的波科諾金神酒店。

## 历史
莫西干部落在历史上居於康涅狄格州中南部，最初是佩克特人的一部分。它逐渐获得独立并成为1636年佩科特战争之中英国殖民者的同盟国，这摧毀了前宗主佩科特部落在當地的勢力。作為回報，殖民者把一些佩科特俘虏送給了莫西干人。
莫西干人在康涅狄格州的居住地包括泰晤士河贸易湾，Cochegan岩石，Shantok堡和莫西干山等地标，那里的莫西干人在1800年代初期建立一个公理宗教堂。1931年，Tantaquidgeon家族在莫西干山建立了Tantaquidgeon印第安博物馆來收藏部落的文物和历史。Gladys Tantaquidgeon（1899年-2005年）多年来担任部落的女巫醫和非官方的历史学家。她在宾夕法尼亚大学研究人类学並在印第安事務局工作了十年。回到康涅狄格州之後，她營運这个博物馆有六个十年之久。它是第一个由美国印第安人拥有和经营的博物馆。
1933年，约翰·汉密尔顿 (Chief Rolling Cloud)被他的母亲爱丽丝层通过一个基于遗传的传统选择过程任命为大酋長。她是Uncas和佩克特人首领Tamaquashad的直系后裔。在莫西干传统、部落领导人的位置往往通过家族遗传。

## 土地索求和联邦承認
在20世紀60年代，在美洲原住民的激進主義興起期，约翰·汉密尔顿提交了一系列由“莫西干印第安人後裔委員會”授權的土地索求。當時该小组约有300名成员。1970年，蒙特維爾分支的莫西干人表達了對土地聲索訴訟的不滿。 当汉密尔顿的支持者离开了会议，这幫人选出了考兰·福勒作为他们的新领导人。 該次理事會會議記錄稱呼汉密尔顿為「首领」.
该集团在约翰·汉密尔顿（虽然被福勒反对）的领导下在20世紀70年代與检察官杰羅姆·格里納一起在联邦土地聲索的訴訟中工作。期间，康涅狄格州肯特的業主组织，與一些原住民和非原住成员，一起努力反对汉密尔顿的土地索求和對於联邦承认的申请，擔心部落國將奪取私人財產。
1978年，為響應全國各地部落國家獲得聯邦承認並恢復部落主權的意願，印第安事務局（BIA）建立了正式的行政程序。過程中，BIA官員會以具體標準來判斷文化連續性的理據。在同一年，汉密尔顿的派系提交了一份请愿书，要求聯邦承認莫西干部落。
請願程序在約翰漢密爾頓於1988年去世時就停止了。聯邦承認請願書於1989年重新啟動，但BIA的初步调查结果，是莫西干人不符合記錄社會社區連續性的標準，以及二十世紀作為一個部落的政治權威和影響力。
1990年，由考兰·福勒首席領導的莫西干派系提交了一份詳細的回應，以滿足BIA的需求。包括該部落的編纂了的族譜和其他記錄，包括有關蒙特維爾莫西干公理会的記錄。 BIA研究人员利用了汉密尔顿派系提供的记录，莫西干教堂的记录，和由Gladys Tantaquidgeon保管著的记录。她保管了族譜和重要的部落成员统计以供她的人类学研究。
1990年，獲识别为「康涅狄格州莫西干印第安部落」（MTIC）的福勒派系决定把部落的成員資格僅限於大約1860年的單一家庭群體有記錄的後代。这个条件排除了一些汉密尔顿的追随者。根據法律，联邦政府认可的部落有权自己制定其成员資格的规则。MTIC未能成功地阻止其他莫西干人在公文和工艺品上使用“莫西干人”作为他们的部落身份。
在其1994年的“最終決定”中，BIA引用重要的統計數據和家譜作決定性文件，证明“部落確實在20世紀中期確實具有社會和政治連續性。” 因此，「康涅狄格州莫西干印第安部落」（MTIC）获得承认作为一个有主权的部落國。
同年，国会通过了莫西干人（康涅狄格州）土地索求解決法案，該法案授權美國將土地變為託管地，以便為莫西干人建立保護區並解決他們的土地要求。最后，1994年之间的协议MTIC和国家在解决土地权利要求的消除所有未决的土地索求。MTIC通过了一个书面的宪法。MTIC是由一个首席、当选主席和选举产生的部落理事会，所有的人依具体条款服务。
與首领约翰·汉密尔顿有關的莫西干人至今仍然持续存在作为一个独立的群体。按照他的遗嘱，汉密尔顿任命他的非莫西干人妻子，埃莉诺·福尔廷作为首领。她现在是"汉密尔顿集团"的领导者。 尽管有著争议的历史和分歧，这两派仍继续参加部落的活动，并自稱为莫西干人的成员。汉密尔顿派系的莫西干人仍然独立於MTIC去运作和管理自己的群體，在他们康涅狄格州中南部的传统领土保持定期聚会和活动。

## 语言的灭绝和复兴
最后一个存活的莫西干语母语使用者Fidelia "Flying Bird" A. Hoscott Fielding死於1908年。莫西干语主要记录在她的日记中，以及早期人类学家弗兰克·斯佩克撰寫的文章和史密森学会报告中。她的侄女，Gladys Tantaquidgeon努力保護這門語言。自2012年起，莫西干部落已经建立了一个项目，以复兴其语言和建立新一代的母语使用者。

## 民族植物学
莫西干人总是有丰富的知识於当地动植物，狩猎和捕鱼技术，季节性调整，和草药，作为惯例世世代代传下来。 Gladys Tantaquidgeon在記錄草藥醫學知識和民間傳說方面發揮了重要作用，並將這些植物和實踐與莱尼勒纳佩（Lenni Lenape）（特拉华州）和万帕诺亚格等其他阿尔冈昆人進行比較，
例如，莫西干人使用從银枫树南側去除的樹皮输注咳嗽藥。 莫西干人也使用糖楓的内树皮作為止咳藥，並使用樹液作為甜味劑並製作楓糖漿。

## 部落名稱的混淆
虽然名称相似，莫西干人（英文：Mohegan）與莫希干人（英文：Mahican）是不同的部落，後者同屬阿爾岡昆文化，其成員構成更大的阿尔冈昆语族的另一个語言社區。
莫希干人（也称为斯托克莫希干人，Stockbridge Mohican）在历史上居於哈德遜河上游，在今天的纽约州东部和沿著马萨诸塞州西部的胡薩托尼克河上游。在美国，两个部落因翻译错误和位置混淆被各历史悠久的文件拼写為「Mohican」。但是，荷兰殖民者阿德里安·布洛克，身為第一批来记录两个部落地名的欧洲人，明确分別出「Morhicans」（现在的莫西干人）和「Mahicans、Mahikanders、Mohican、又或者Maikens」（莫希干人）。
1735年，Housatonic莫希干人领导人与马萨诸塞州州长乔纳森·贝尔彻来协商建立斯托布里奇镇，就正正處於伯克希尔山区的西面，並用作特派团村庄。美國革命之后，这些莫希干人跟随着纽约莫希干人和瓦平格爾族成員搬到纽约市中心與當地的奧奈達人一起生活。隨著時間的推移，這個聚居地成为著名的纽约斯托克。在19世紀20年代，這些人中的大多數人進一步向西遷移，最終定居在威斯康星州，今天他們在那裡組成了斯托克門西派系的莫希干印第安人 （页面存档备份，存于）。这些遷移啟發了傳說「最后的莫希干人」。
相比之下，從殖民时代起，大多數莫西干人部落的后裔都仍舊生活在新英格兰，尤其在康涅狄格州。

## 著名的莫西干人
- Emma Fielding Baker（英语：Emma Fielding Baker），绿玉米仪式（英语：Green Corn Ceremony）复兴者和部落主席
- Fidelia Hoscott Fielding（英语：Fidelia Fielding）（1827年-1908年），最后的莫西干-佩克特语母语使用者。
- 约翰 E. 汉密尔顿（英语：John E. Hamilton）（1897年-1988年），Chief Rolling Cloud的大首领，印第安人权社運人士[10]
- Samson Occom（英语：Samson Occom）（1723年-1792年）、长老会部长，他们帮助迁移布拉澤敦印第安人（英语：Brothertown Indians）到纽约州。
- Gladys Tantaquidgeon（英语：Gladys Tantaquidgeon）（1899年-2005年）、人类学家，草藥医生，Tantaquidgeon博物馆创始人。20世纪內致力保護莫西干文化。
- Uncas（英语：Uncas）（約1588年–約1683年），著名莫西干人首领
- Oneco（英语：Oneco），Uncas的儿子
- Mahomet Weyonomon（英语：Mahomet Weyonomon），首领谁前往英格兰在1735寻求更好的治疗他的人
- Melissa Tantaquidgeon Zobe（英语：Melissa Tantaquidgeon Zobel） (按娘家姓：Melissa Jane Fawcett),莫西干部落历史学家和几本關於莫西干文化的书的作者 （页面存档备份，存于），包括《Medicine Trail：The Life and Lessons of Gladys Tantaquidgeon（英语：Gladys Tantaquidgeon）》（2000年）[22]
- Madeline Sayet（英语：Madeline Sayet），作家、导演、演员，1989年以前
- Stephanie Fielding（英语：Stephanie Fielding），語言學家
- Faith Davison，研究员、顾问

## 参見
- 莫西干印第安部落
- 布拉澤敦印第安人
- 佩科特人

## 外部連結
- Mohegan Tribe Homepage （页面存档备份，存于）
- Native American Mohegans （页面存档备份，存于）
- Mohegan Nation (Connecticut) Land Claim Settlement Act of 1994
- Davies, Lindrith,"Casinos and Nations" （页面存档备份，存于）, self-published at Understand Connecticut website
- Faith Damon Davison, A Poor Little Village